# 交通部鐵道局
交通部鐵道局（簡稱鐵道局）是中華民國交通部直屬機關，專責包含一般鐵路、都會區捷運（含輕軌）在內的全國鐵路／軌道運輸系統之工程建設及監督管理業務。

## 沿革
- 2017年12月26日，立法院三讀通過《交通部鐵道局組織法》[3]。
- 2018年1月17日，總統令，制定公布《交通部鐵道局組織法》。
- 2018年6月7日，行政院令，《交通部鐵道局組織法》定自本月11日施行。
- 2018年6月11日，《交通部鐵道局組織法》施行，交通部高速鐵路工程局與交通部鐵路改建工程局合併成立「交通部鐵道局」[4]。
- 2023年6月7日公布修正《交通部鐵道局組織法》[5]
- 2023年9月15日部份組織調整增設各工程分局。

## 承辦計畫
參見：

### 捷運建設
| 計畫名稱                             | 計畫地區     | 目前狀況   | 預計進度 | 實際進度 | 完工日期         |
| ------------------------------------ | ------------ | ---------- | -------- | -------- | ---------------- |
| 基隆南港間通勤軌道建設計畫           | 大臺北       | 綜合規劃中 | －       | －       | －               |
| 臺灣桃園國際機場聯外捷運系統建設計畫 | 大臺北、桃園 | 已完工     | 100%     | 100%     | 2018年9月        |
| 機場捷運增設A14站計畫                | 桃園市       | 施工中     | 66.00%   | 65.30%   | 預計2026年10月底 |
| 機場捷運延伸線計畫                   | 桃園市       | 施工中     | 84.24%   | 84.59%   | 預計2028年7月    |
| 臺中捷運烏日文心北屯線建設計畫       | 臺中市       | 已完工     | 100%     | 100%     | 2020年10月       |

- 以上進度截至2025年3月底。
- 黃框代表隸屬前瞻基礎建設計畫。

### 鐵路建設
| 計畫名稱             | 計畫地區     | 目前狀況       | 預計進度 | 實際進度 | 完工日期       |
| -------------------- | ------------ | -------------- | -------- | -------- | -------------- |
| 北宜鐵路提速工程計畫 | 大臺北、宜蘭 | 綜合規劃中     | －       | －       | 計畫核定後10年 |
| 宜蘭鐵路高架化計畫   | 宜蘭縣       | 綜合規劃中     | －       | －       | 預計2035年     |
| 桃園鐵路地下化計畫   | 新北、桃園   | 施工中         | 42.67%   | 32.52%   | 預計2033年     |
| 臺鐵鳳鳴臨時站計畫   | 新北市       | 已完工         | 100%     | 100%     | 2024年11月30日 |
| 臺鐵平鎮臨時站計畫   | 桃園市       | 施工中         | 69.97%   | 71.20%   | 預計2026年5月  |
| 臺鐵海線雙軌化計畫   | 苗栗、臺中   | 協助可行性研究 | －       | －       | －             |
| 大臺中地區山海線計畫 | 臺中市       | 協助可行性研究 | －       | －       | －             |
| 臺中鐵路高架化計畫   | 臺中市       | 已完工         | 100%     | 100%     | 2020年6月      |
| 彰化鐵路高架化計畫   | 彰化縣       | 綜合規劃中     | －       | －       | 計畫核定後12年 |
| 集集觀光鐵道開發案   | 南投縣       | 可行性研究中   | －       | －       | －             |
| 嘉義市鐵路高架計畫   | 嘉義市       | 施工中         | 49.43%   | 49.44%   | 預計2031年12月 |
| 嘉義縣鐵路高架計畫   | 嘉義縣       | 細部規劃中     | －       | －       | 預計2031年12月 |
| 臺南鐵路地下化計畫   | 臺南市       | 施工中         | 92.45%   | 90.03%   | 預計2031年3月  |
| 臺南鐵路延伸永康計畫 | 臺南市       | 協助可行性研究 | －       | －       | －             |
| 高雄鐵路地下化計畫   | 高雄市       | 施工中         | 99.20%   | 99.20%   | 預計2025年10月 |
| 南迴鐵路電氣化計畫   | 屏東、臺東   | 已完工         | 100%     | 100%     | 2023年1月      |
| 南迴鐵路雙軌化計畫   | 屏東、臺東   | 可行性研究中   | －       | －       | －             |
| 恆春觀光鐵路建設計畫 | 屏東縣       | 可行性研究中   | －       | －       | －             |
| 花東鐵路電氣化計畫   | 花蓮、臺東   | 已完工         | 100%     | 100%     | 2018年7月10日  |
| 花東鐵路效能提升計畫 | 花蓮、臺東   | 已完工         | 100%     | 100%     | 2019年9月19日  |
| 花東鐵路雙軌化計畫   | 花蓮、臺東   | 施工中         | 43.58%   | 31.41%   | 預計2028年     |

- 以上進度截至2025年3月底。
- 黃框代表隸屬前瞻基礎建設計畫。
- 紅框代表隸屬行政院公共工程委員會列管重大公共建設計畫。

### 高鐵建設
| 計畫名稱             | 計畫地區     | 目前狀況   | 預計進度 | 實際進度 | 完工日期       |
| -------------------- | ------------ | ---------- | -------- | -------- | -------------- |
| 北宜鐵路提速工程計畫 | 大臺北、宜蘭 | 綜合規劃中 | －       | －       | 計畫核定後11年 |
| 高鐵延伸屏東規劃作業 | 高雄、屏東   | 綜合規劃中 | －       | －       | 計畫核定後10年 |

- 以上進度截至2025年3月底。
- 黃框代表隸屬前瞻基礎建設計畫。

### 其他建設
- 新竹大車站平台計畫（由新竹市政府主辦）
- 高鐵彰化站與臺鐵轉乘接駁計畫（由臺灣鐵路公司主辦）
- 集集支線基礎設施改善計畫（由臺灣鐵路公司主辦）
- 嘉義蒜頭糖廠五分車延駛嘉義高鐵站評估規劃作業（由台灣糖業公司主辦）
- 鐵道技術研究及驗證中心

### 施工中進度
- 桃園機場捷運延伸線計畫(目前A22老街溪站完工通車，潛盾隧道段已貫通，正施作相關軌道工程；橫渡線已完成結構頂板，正施作地下人行通道及纜線管線工程；A23中壢站工區正施作站體連續壁、跨站天橋基礎工程、臺鐵中壢後站遷建作業等。)
- 嘉義市區鐵路高架化計畫(已在2017年12月23日動工，預計於2025年3月通車，2026年9月後續工程將竣工，預計在2020年，嘉義車站標（C612標）、高架橋標（C611標），列車基地標（C613標），分別將招標動工，而民雄段則於2019年12月16日獲行政院可行性研究審查通過，預定於2021年進入實質動工，並於2027年完工通車。)
- 臺南市區鐵路地下化計畫(第一階段預計於2022年12月通車，第二階段則預計在2025年通車)
  - 善化計畫
  - 臺南計畫
- 高雄市區鐵路地下化計畫（第一階段已於2018年10月14日完工通車，第二階段預計於2023年啟用）
  - 左營計畫
  - 高雄計畫
  - 鳳山計畫

## 歷任首長
| 1    | 胡湘麟 | 2018年6月11日 | 2021年4月20日         |
| 代理 | 伍勝園 | 2021年4月23日 | 2021年8月10日（真除） |
| 2    | 伍勝園 | 2021年8月11日 | 2023年9月14日         |
| 3    | 楊正君 | 2023年9月15日 | 現任                  |

## 組織
參見：
- 規劃組
- 土木建築組
- 機電技術組
- 工程管理組
- 營運監理組
- 產管開發組
- 秘書室
- 人事室
- 政風室
- 主計室
- 資訊室
- 法制室
- 北部工程分局
- 中部工程分局
- 南部工程分局
- 東部工程分局

## 施工問題
交通部鐵道局為臺灣鐵路公司的監管單位，同時負責台鐵多項路線工程，在2021年北迴線太魯閣號列車出軌事故發生之前，已經權責不分一段時日，相關事故的檢討中，交通部諭令鐵道局於工程項目不得再發回。不過外界普遍均已認為鐵路相關的工程等同於台鐵負責施工，於是工程方面出任何問題如往常地先譴責台鐵，而台鐵同樣第一時間不分彼此代鐵道局發表調查報告。在2022年6月11日於花蓮南平至萬榮間雙軌工程造成路線不穩波及鳴日號，以及6月18日台南地下化路段施工圍欄擦撞區間車，接連的工程事故至此，民眾以及交通部才正視問題，國家運輸安全調查委員會啟動調查。

## 外部連結
- 交通部鐵道局（页面存档备份，存于）（繁體中文）
  - 鐵道局北部工程分局 （页面存档备份，存于）（繁體中文）
  - 鐵道局中部工程分局 （页面存档备份，存于）（繁體中文）
  - 鐵道局南部工程分局（页面存档备份，存于）（繁體中文）
  - 鐵道局東部工程分局 （页面存档备份，存于）（繁體中文）